# Hemigramma siifolia
Hemigramma siifolia là một loài thực vật có mạch trong họ Dryopteridaceae. Loài này được (Rosenst.) Copel. miêu tả khoa học đầu tiên năm 1928.